# Merrilyn Gann
Merrilyn Gann, née le 3 janvier 1963 à Vancouver, est une actrice canadienne.

## Biographie
Merrilyn Gann est une actrice principalement connue pour avoir tenu l'un des rôles principaux de la série télévisée Everwood. Elle a été nommée au Leo Award de la meilleure actrice 1999.

## Filmographie

### Cinéma
- 1977 : Pitié pour le prof : Sheila Barnes
- 1987 : Roxanne : Mme Quinn
- 1991 : Mystery Date : Mme McHugh
- 1997 : Bliss de Lance Young
- 1998 : Heart of the Sun : Edna
- 2002 : Bang bang t'es mort : l'assistante de Meyer
- 2009 : Barbie et les Trois Mousquetaires : Madame de Bossé (voix)
- 2009 : 2012 : la chancelière allemande

### Télévision
- 1987 : Escroquerie à la mort (téléfilm) : Susan
- 1989-1990 : MacGyver
  - saison 5, épisode 6 "Le couloir de la mort" : La Reine
  - saison 5, épisode 19 "Cœurs d'acier" : Gretta
- 1990 : « Il » est revenu (téléfilm) : Mme Winterbarger
- 1994 : Une femme en péril (téléfilm) : Janet
- 1996 : Rêves en eaux troubles (téléfilm) : Stevie
- 1997 : Au-delà du réel : L'aventure continue (série télévisée, saison 3 épisode 13) : Gwen Wellington
- 1997 : X-Files (série télévisée, saison 5 épisode 4 : Détour) : Mme Asekoff
- 1999 : Poltergeist : Les Aventuriers du surnaturel (série télévisée, saison 4 épisode 16) : Martha Duggan
- 1999 : Aux frontières de l'étrange (série télévisée, saison 2 épisode 8) : Judy
- 2002-2006 : Everwood (série télévisée, 76 épisodes) : Rose Abbott
- 2007 : La Force du pardon (téléfilm) : la juge
- 2007 : Supernatural (série télévisée, saison 3 épisode 8) : Madge Carrigan
- 2009 : L'Ange et le Mal (téléfilm) : Virginia
- 2009 : Un mariage sous surveillance (téléfilm) : Mme Crane
- 2010 : Père avant l'heure (téléfilm) : Mme Patton
- 2010 : Life Unexpected (série télévisée) : Principal Dugan
- 2010 : Smallville (série télévisée, saison 10 épisode 6) : Ruth Cavanaugh
- 2011 : The Killing (série télévisée, saison 1 épisode 7) : Maryanne Thompson
- 2011 : Terreur dans l'Arctique (téléfilm) : Beryl Lowman
- 2013 : Le Jour de l'Apocalypse (téléfilm) : Betty Palmer
- 2013 : Dr Emily Owens (série télévisée, saison 1 épisode 10) : Gail Duroux
- 2015 : Mistresses : Sandra Bowler